# Trance psychédélique
Genres dérivés
Progressive psytrance
La trance psychédélique, également appelée psytrance (prononcé en anglais : [saɪˈtɹæns]) ou simplement psy (dérivé du mot grec ψυχή, psyche, « esprit », « âme »), est un genre de musique électronique caractérisé par un rythme soutenu et des mélodies créées par des riffs rapides.
Le genre tire ses origines de la trance Goa, cette dernière continuant en parallèle à se développer parmi les sous-genres de la trance psychédélique. Le genre varie en termes d'humeur, de tempo, et de style. Certains courants incluent la full-on, la forest, la hi-tech,  la dark psytrance, la progressive, le suomisaundi (en) et le psybreaks. Bien que le genre soit incrusté dans la scène trance Goa, il se popularise rapidement en Europe, en Israël, en Amérique du Nord, en Australie, au Japon et en Amérique du Sud.

## Caractéristiques
Beaucoup considèrent qu'il n'existe aucune réelle différence entre la trance Goa et la trance psychédélique, et les avis divergent selon les spécialistes,. La trance psychédélique se différencie des autres sous-genres de par la sonorité unique qu'elle présente. Elle se caractérise par un son énergique, généralement entre 140 et 160 Battement par minute, plus rapide que les autres formes de trance comme la techno. Le genre fait usage de basses fortes sans interruption, à l'exception des breaks, et recouvertes par beaucoup d'autres rythmes issus de la new wave, de l'acid house, de la new beat, de la techno et de la trance. Le rythme change habituellement continuellement au bout de 8 mesures. Les morceaux de trance psychédélique durent en moyenne entre 6 et 10 minutes.
D'une façon générale, les sons de synthétiseurs généralement reconnaissables dans la trance sont remplacés dans la trance psychédélique par des sons plus inattendus, voire surprenants, impossibles et immatériels. L'artiste peut utiliser des sons issus du microphone qu'il retravaille pour faire des kicks (battements rythmiques). Ces sons sont souvent passés par une chambre à délais pour laisser planer une ombre synthétique et valoriser le rythme.

## Histoire

### Origines

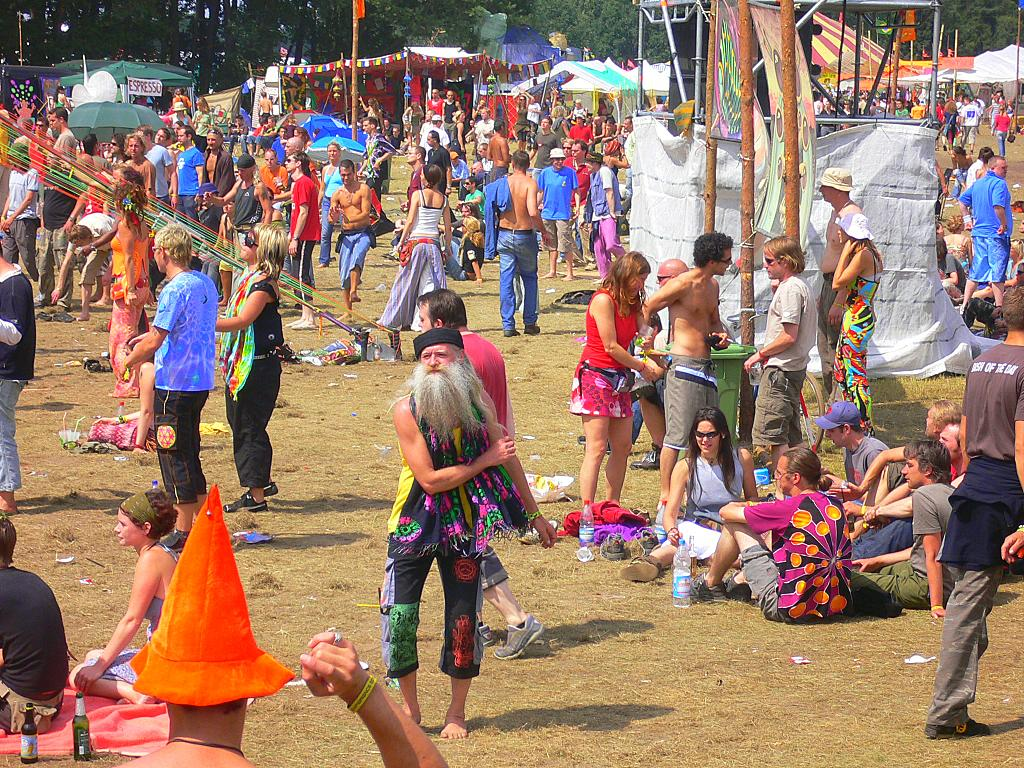
VooV Experience 2005 – événement psytrance.

La trance psychédélique se développe au début des années 1990 depuis la scène de la trance Goa sous l'influence d'artistes tels que Timeshard et Eat Static, tous deux étant sur le label Planet Dog. Le premier label de pure trance psychédélique est Dragonfly Records, formé par l'artiste et producteur de trance Martin « Youth » Glover (un ancien bassiste du groupe Killing Joke) à Brixton, Londres. Pour cela, il tirait parti de l'organisation et du studio de son label déjà existant, Butterfly Records. C'est rapidement devenu le centre de la scène trance psychédélique de Londres. Raja Ram et Graham Wood ont tout d'abord produit là-bas sous le nom The Infinity Project. Simon Posford, qui a travaillé comme ingénieur du son chez Butterfly, a sorti plus tard son album légendaire, Twisted sur Dragonfly, sous le nom Hallucinogen. Le sexagénaire Raja Ram et le jeune Simon Posford décident alors de travailler ensemble en 1996, de leur association va naître le groupe Shpongle. Le premier morceau de ce groupe est publié sur la compilation Infinite Excursions du label TIP Records. Quant à la première compilation sur Dragonfly, cela est un recueil d'extraits de trance et suit rapidement par une autre compilation intitulée Project II Trance en août 1993. Elle inclut le travail d'artistes bien connus comme le projet français Total Eclipse et MandraGora. En 1994 paraissent des singles de Man With No Name, Prana, Ayahuasca, Slinky Wizard et Doof. La compilation signée Order Odonata est sortie la même année.
À ce stade, la scène évolue rapidement et de nombreux labels sont créés. Raja Ram et Graham Wood fondent leur propre label, nommé TIP Records (maintenant appelé TIP World). Tsuyoshi Suzuki travaille avec John Perloff pour créer le label Matsuri Productions. Flying Rhino Records est établi par James Monro, Dominic Lamb et George Barker (Slinky Wizard), qui loue Sally Welch comme directeur. Simon Berry fonde Platipus Records, qui fait paraître entre autres le premier vinyle de Technossomy. Il autorise aussi le célèbre Children de Robert Miles. Le projet de Simon, Union Jack fait paraître l'album trance There Will Be No Armageddon en 1996, qui comporte quelque morceaux bien connus comme Red Herring, Cactus et Two Full Moons and a Trout.
Pendant cette même période, un nouveau label fait son apparition au Royaume-Uni. Certains considèrent Blue Room Released comme un des plus importants et inhabituels labels dans le genre trance psychédélique. Il est dirigé par Simon Ghahary et bénéficie d'une solide aide financière de la part d'une compagnie de haut-parleurs britannique. À ce qu'on dit[Qui ?], Ghahary a la liberté de dépenser à sa convenance, indépendamment des chiffres de vente. Ce qui permet à Blue Room de s'éloigner de la trance Goa « classique » vers des directions nouvelles, plus expérimentales. Certains des artistes signent avec le label Blue Room Released qui distribuent leur travail. Une première compilation appelée Outside the Reactor est sortie en avril 1995 ; elle présente des artistes tels que Total Eclipse, Har-El Prussky, et Voodoo People. Trois des projets les plus connus - Juno Reactor, Total Eclipse et The Infinity Project réalisent aussi leurs albums cette année. Très vite, le projet allemand X-Dream commence à travailler sur Blue Room, en réalisant le single The Frog et l'album très influent Radio. À son apogée, le label sort des œuvres telles que Violent Relaxation de Total Eclipse, Bible of Dreams de Juno Reactor, Saafi Brothers - Mystic Cigarettes et Dragon Tales de Koxbox.

### Concrétisation

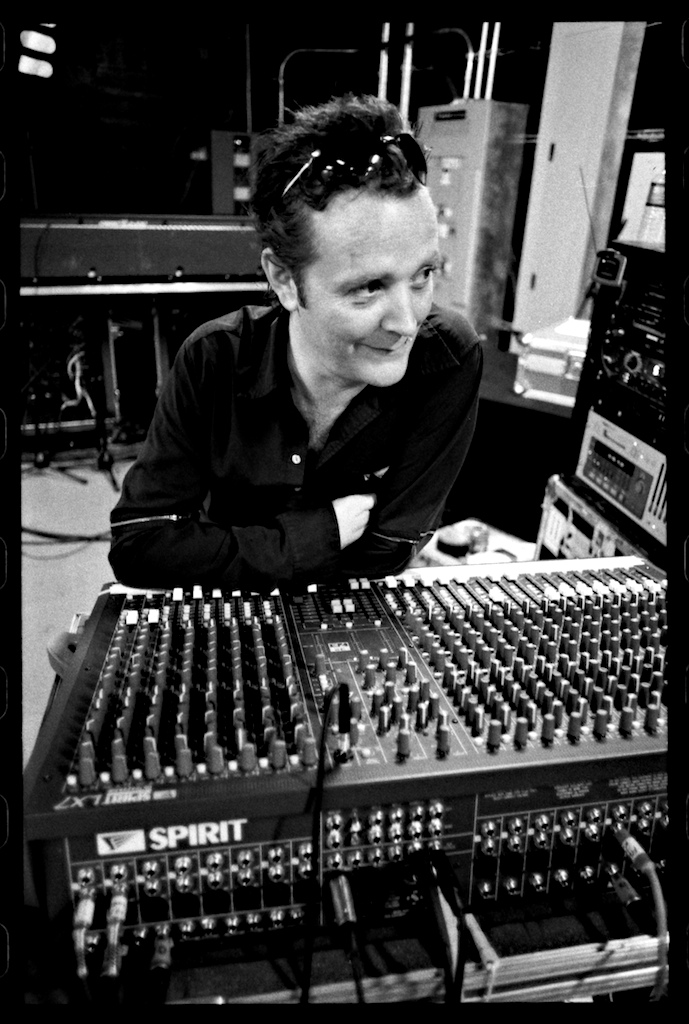
Ben Watkins de Juno Reactor à Portland (États-Unis) en 2001.

Bien qu'étant le centre de la production de trance psychédélique au milieu des années 1990, l'Angleterre présentait une scène de fête très limitée. Ceci était principalement dû au Criminal Justice Bill et aux heures d'ouverture très serrées des boîtes de nuit. De l'autre côté de la Manche, en Allemagne, la législation, beaucoup plus libérale, contribue, avec la réunification récente, au développement de la scène trance psychédélique locale. Le label allemand Spirit Zone Records ouvre en 1994, et finit par signer avec de nombreux artistes étrangers tels que The Infinity Project (Royaume-Uni), K.U.R.O. (Japon), Etnica (Italie), et Har-El Prussky (Israël). C'était aussi le label « maison » de nombreux artistes allemands tels que Electric Universe, Star Sounds Orchestra et S.U.N. Project. La France est aussi devenue terre d'asile[non neutre] pour des centaines de raves trance Goa, avec des organisations telles que TBE qui organise le 31 décembre 1992 un concert mémorable de Juno Reactor à Paris juste avant leurs succès communs avec Total Eclipse, mais également avec Tekno Tanz qui deviendra Gaia Concept en 1991 et l'émergence de projets maintenant célèbres comme Talamasca et Transwave.
Aux alentours de 1997, la scène originale trance Goa subit une dure période, spécialement au Royaume-Uni. Les ventes chutent et beaucoup de grands labels comme Flying Rhino font faillite, tandis que d'autres doivent se refaire et reparaître sous un nouveau nom, comme le fait TIP World. La mort de la trance Goa est « officiellement » déclarée par Tsuyoshi Suzuki sur son album Let it RIP, où on pouvait lire sur le livret « RIP : Mother Theresa, Princess Diana, William Burroughs, Goa trance. » (Rest in Peace). Le nouveau son de ce qu'est devenue la trance psychédélique, apparait à ce moment. Il inclut des éléments de trance minimaliste et trance progressive, house, et techno, tout en se concentrant moins sur les mélodies originales du son Goa. L'Allemagne devient le centre de ce mouvement en 1997 et 1998. Beaucoup d'artistes suédois apparaissent également en jouant un son plus progressif. Tomasz Balicki (Atmos) emporte le succès grâce à son morceau Klein Aber Doctor, la sortie la plus brillante du label Flying Rhino, qui était en cours de restructuration. Même le label Dragonfly s'est dirigé vers ce nouveau son progressif, et la trance psychédélique devenait une fois de plus populaire. Les premières sorties d'Atmos, Noma, S-Range et Son Kite cimentent seulement cela et font de la Suède un producteur important de trance psychédélique.

### Succès commercial et continuité
Dans les dernières années, les ventes de trance psychédélique ont chuté. La baisse est de -2,8 % en 2001, et de -8,8 % en 2002. Un album typique est vendu ordinairement à environ 2 000 exemplaires, plus de 5 000 est un succès ! Il n'y a qu'une poignée d'artistes qui vendent plus de 20 000 exemplaires, dont Hallucinogen, Infected Mushroom, Transwave, et Astral Projection.  L'album d'Hallucinogen Twisted a le plus grand succès commercial jusqu'ici, en se vendant à environ 85 000 exemplaires.
Les raisons de cette baisse comprennent la surproduction, le manque de médiatisation de ce genre musical, et la faible qualité de certaines musiques. En fait, le marché n'a pas beaucoup évolué, mais le nombre de nouveaux labels et artistes a augmenté exponentiellement. L'apparition des licences Creative Commons en 2002 donne à la trance psychédélique une facilité d'accès pour les fans qu'elle n'avait pas avant : de nombreux d'albums placé sous licence CC provenant de netlabels ou d'artistes indépendants sont au fur et à mesure mis à disposition des internautes en haute qualité sur des plates-formes internet.

## Genres associés
- Trance Goa : genre musical désignant, depuis la fin des années 1990, la trance psychédélique dite « old school » ayant émergé en Inde à la fin des années 1980, qui supplantera l'acid house, puis l'acid trance et la hard trance en Europe, au milieu des années 1990.  Les artistes associés incluent notamment Astral Projection, X-Dream, Hallucinogen, Cosmosis, Total Eclipse, Etnica et Electric Universe.
- Full-on : sous-genre de la trance psychédélique plus dynamique et entraînante ayant émergé d'Israël fin 1990 et début 2000. Celle-ci se caractérise comme étant une trance psychédélique influencée par l'uplifting trance. Ce style met davantage l'accent sur la mélodie comme ce fut le cas lors de l'avènement du son goa auparavant. Le tempo se situe généralement entre 140 et 145 BPM, guère davantage. Les artistes associés incluent notamment Infected Mushroom, Talamasca, Astrix, Avalon, Outsiders, U-Recken, Silicon Sound et Digicult. Il existe plusieurs formes de Full-On : l'Israeli Full-On, aussi appelé Morning Full-On, le plus connu et mélodique, le Night Full-On, aussi appelé Twillight Psytrance, le jumeau maléfique du Morning Full-On, le Groove Full-On et le Hi-Tech Full-On.
- Progressive psytrance, également appelée minimal psytrance, prog, psy prog ou encore proug : sous-genre de la trance psychédélique ayant émergé au milieu des années 2000, issu de la trance, similaire à la house ou à la techno. Le rythme est plus lent, entre 130 BPM et 140 BPM, plus progressif et donne un effet plus planant que dans la psytrance traditionnelle dite "Full on". De par sa légèreté, cette trance minimaliste proche de la house est souvent décrite comme joviale et est appropriée aux débuts ou fins de soirée. Les artistes associés incluent notamment Zen Mechanics, Klopfgeister, Captain Hook, Zyce, Ace Ventura, Liquid Soul, Suntree, Ritmo et Interactive Noise.
- Dark psytrance : influencée par la musique industrielle, la dark psy est plus rapide et métallique, le son plus sombre et pesant et le tempo varie généralement entre 145 et 200 BPM. Originaire de Russie et d'Allemagne, ce style de trance psychédélique s'élargira à d'autres pays sur la scène mondiale dite underground. Un des artistes notables de ce style de musique est Orestis.
- Twilight psytrance ou Night full on : style plus récent,  apparu à fin des années 2000 et provenant de l'hémisphère sud (Afrique du Sud, Australie) ayant été créé par un français, qui se différencie de la psytrance traditionnelle dite full on par son côté plus sombre, plus dur et par conséquent moins mélodieux. Le tempo varie entre 142 et 152 BPM. Les artistes associés incluent notamment Drip Drop, Psymmetrix, Dust, Module Virus, Synthetik Chaos, Kabayun et Chris Rich.
- Forest Psytrance : Influencée par des sons plus organiques, liquides et profonds, elle se rapproche de la Twillight et de la Dark psytrance, c'est un style de trance psychédélique underground percussif et vibratoire, le tempo varie entre 140 et 160 Bpm. Parmi les artistes du genre, on peut compter : Mark Day, Arjuna, Confo, Jotunn, Meerkut, Malice in Wonderland, Atriohm, Awwen, Archaic, Evocatone...
- Hi-tech : style récent issu de la dark psytrance. Similaire à cette dernière mais plus rapide et sans atmosphère sombre et lourde. À l'inverse des autres styles de trance psychédélique, qui ont plus tendance à mettre un accent sur la montée en puissance progressive puis la redescente en intensité, la hi-tech a une structure plus aléatoire, avec énormément de changements de rythme et de tonalité. Entre 160 et 250 BPM, les sons, les synthétiseurs et la ligne de basse varient très fréquemment. Les artistes associés incluent notamment Kindzadza, Kashyyyk, Psykovsky, Crazy Astronaut, Cosmo, Highko, OxiDaksi, Insector, Paralocks, Popek, Wikileadz et Alien Thugz.
- Psycore : proche de la hi-tech avec des tempo pouvant aller à plus de 300 BPM, ce type de psytrance hybride mêle des sonorités psychédéliques à des percussions proches de celles utilisées pour la techno hardcore. Plus sombre et minimaliste que la hi-tech, la psycore se distingue de par ses caractéristiques expérimentales et hypnotiques. Les artistes notables dans cette catégorie sont Plankton, Oroboro, Alpscore, Crone, Necropsycho et Depuratus.
- Psygressive, dark prog, ou psytech : genre de trance progressive au son plus sombre, plus minimaliste que dans la progressive psytrance, proche de la techno, souvent qualifiée de "zenonesque" en France et marque de fabrique de divers artistes issus de la scène underground dont ceux du label australien Zenon Records, précurseurs de ce courant.
- Natural trance, ethno trance, dont les sons sont issus intégralement ou pour plus grande partie d'instruments conventionnels et non de sons électroniques. Représentée par Hilight Tribe, Djemdi ou encore Regal Trip, cette variante met en avant les capacités musicales des interprètes, et donne lieu à des performances scéniques plus impressionnantes de par la présence de musiciens en plus des DJs. Les instruments généralement utilisés sont les djembés, les didgeridoos, guitares électriques ou encore Thérémine. Les artistes associés incluent notamment Hilight Tribe, Regal Trip, Etnoscope, Secret Vibes, Goayandi, La P'tite Fumée[8], et Djemdi.
- Big Room Psytrance, une version plus "mainstream" de la psytrance qui a émergée vers 2015, destinée à toucher un public plus large et est conçut à être plus commerciale que les autres genres de psytrance. Ayant été influencé par le big room house et la big room trance, sa structure se rapproche à celle des deux derniers, avec des samples vocaux hébreux, anglais ou indiens, des leads de la trance et l'aspect psychédélique de la psytrance avec ses triolets de basse et une durée située entre 3 et 5 minutes. Ce genre de psytrance a été popularisé par des dj mainstreams tels que Timmy Trumpet, Marnik, KSHMR ou encore Armin Van Buuren.
- Psystep, un genre très rare qui a émergé au début des années 2010. Comme son nom l'indique, le psystep est une fusion entre la psytrance et le dubstep, combinant le rythme les basses puissantes et distordues du dubstep, avec le triolet de basses et l'aspect psychédélique et sombre de la psytrance. Il est difficile de trouver des musiques et des artistes de cette pure fusion, cependant, nous pouvons citer deux artistes ayant créés une ou plusieurs musiques de ce genre : Seven Lions, avec son remix de The Paradox d'Excision, et ROY KNOX, avec ces musiques nommées About U à la seconde partie du deuxième refrain, et Ghosts in the Shadow, en collaboration avec Derpcat, où la fusion se trouve à la 2e partie du 3e refrain (ces deux musiques de ROY KNOX sont disponibles sur la chaîne youtube du label Monstercat)

## Scène
Les scènes club et dance ont utilisé la trance psychédélique de par le monde dans les représentations, en parallèle avec la trance-goa, l'ambient, la trance progressive, et la trance minimaliste. Le mélange de goa et de trance psychédélique est la forme populaire de Trance représentée à de nombreux amateurs. La trance psychédélique est souvent jouée dans les festivals en plein air. Ces festivals sont parfois propices à la consommation des drogues comme le LSD, les champignons hallucinogènes, la mdma ou la kétamine ce qui peut expliquer l'acharnement des pouvoirs publics qui règlementent fortement ces évènements, quand ils ne les suppriment pas. Les festivals ont souvent lieu pendant plusieurs jours avec de la musique jouée toute la nuit et le jour suivant.
Dans l'État de Goa, les fêtes goa et psy trance peuvent se dérouler à des endroits inhabituels comme sur une plage, dans un désert ou au cœur d'une forêt, bien qu'il ne soit pas rare qu'elles soient tenues dans des endroits conventionnels comme les boites de nuit. La scène peut n'être qu'un montage provisoire. Ils doivent payer la police locale, les baksheesh. Une fois que les baksheesh ont été payés, ils sont libres de sortir leur charas (sorte de hashish) et de remplir leur chillums (pipes coniques) sans la peur de se faire arrêter.
Les fêtes aux alentours du nouvel an ont tendance à être les plus chaotiques. Voyageurs, mendiants et sadhus de toutes parts d'Inde viennent se joindre à l'événement.
Les fêtes goa et psy trance ont également un certain aspect visuel, l'utilisation de couleurs fluorescentes est courante sur les vêtements et sur les décorations telles que des tapisseries. Les graphismes sur ces décorations sont d'habitude associées avec des thèmes tels les aliens, les images hindouistes, autres religions (particulièrement orientales), champignons (et autres images psychédéliques), chamanisme et technologie. Les lieux devant les stands de DJ présentant des objets religieux sont aussi des décorations courantes. Plusieurs titres de Shpongle mettent en scène ces univers.

## Artistes

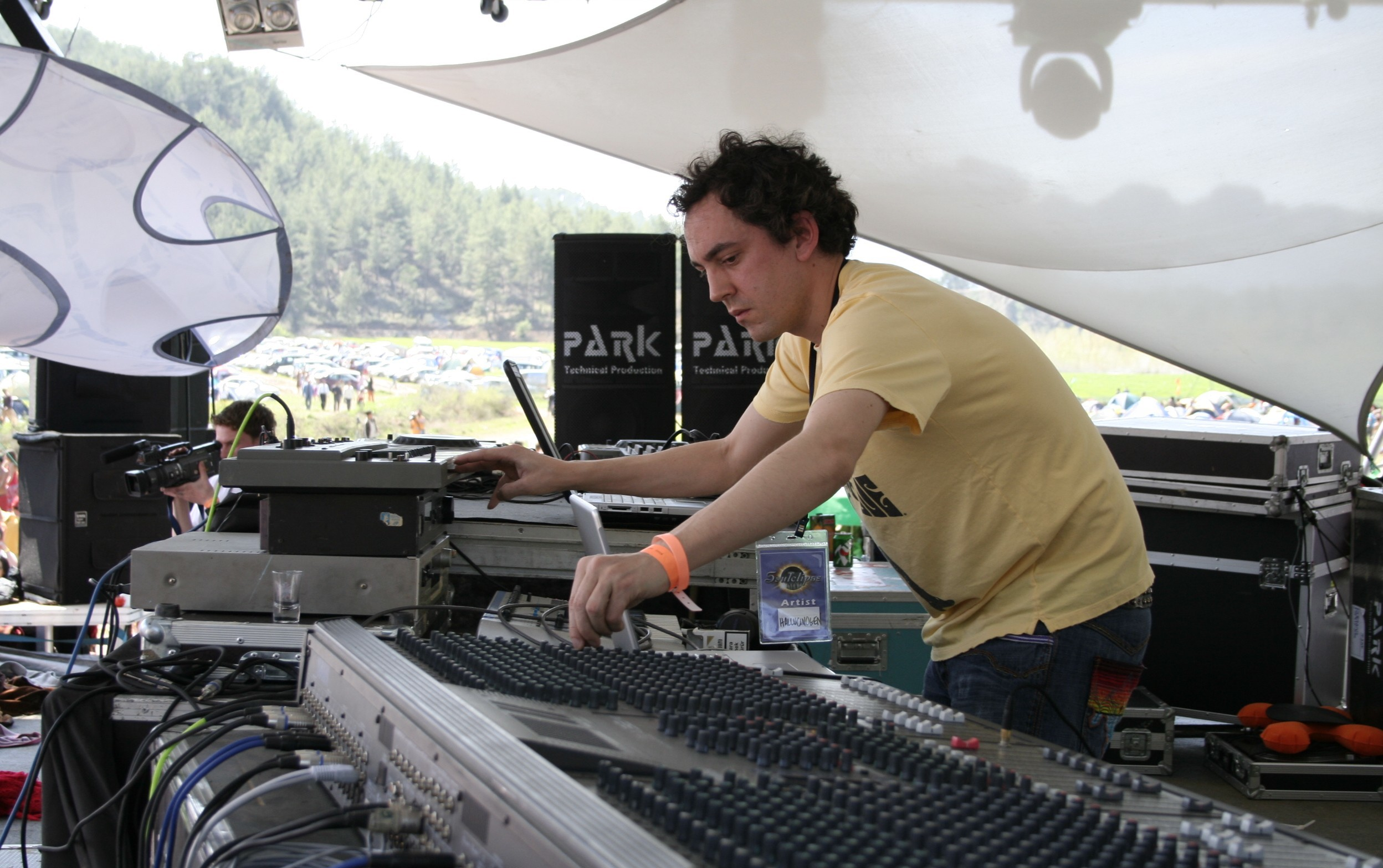
Simon Posford aka Hallucinogen au festival turc Soulclipse en 2006, faisait son entrée au Top 50 français avec son album Twisted, en 1995

La trance psychédélique est souvent produite avec une collaboration entre deux artistes ou plus, cette collaboration est nommée un « projet ». Le fait qu'un artiste puisse faire partie de dix projets ou plus, souvent simultanément, diffère légèrement d'autres genres de musique. Chaque combinaison différente d'artistes a presque toujours un nom unique. X-Dream (Jan Muller et Marcus Maichel) et Planet B.E.N. (Ben Wierzoch) sont des projets bien connus d'Allemagne. La collaboration entre Jan et Ben est appelée Organic Noise et la collaboration entre Marcus et Ben est appelée Fools and Tools. Ceci explique en partie le grand nombre de projets de trance psychédélique.
Comme montré ci-dessus, les noms des projets faits par les mêmes artistes peuvent souvent être indépendants, bien que ça ne soit pas toujours le cas. Par exemple, beaucoup de noms de projets impliquant Infected Mushroom sont souvent précédés du terme « Infected ».
Très peu d'artistes psytrance sortent des albums sous leur propre nom (Tim Schuldt est une exception). Le fait que le même artiste, ou groupe d'artistes, puisse utiliser différents noms pour présenter différentes variations de sa musique rend les choses encore plus confuses. Un bon exemple est Michael Andersen de Suède qui utilise le nom 12 Moons pour son projet dance, Healer pour son projet ambient, et Neser DNA pour son projet dark industrial trance. Le nom du projet est parfois choisi pour décrire le thème de la musique produite. 

## Artistes psytrance notables
- Infected Mushroom (Israel)
- Vini Vici (Israel)
- Astrix (Israel)
- Liquid Soul (Switzerland)
- Avalon (United Kingdom)
- Raja Ram (United Kingdom, from Shpongle)
- Bliss (Israel)
- Atmos (Sweden)
- GMS (Growling Mad Scientists - Netherlands/Israel)
- E-Clip (Serbia)
- Talamasca (France)
- Skazi (Israel)
- Neelix (Germany)
- Shpongle (United Kingdom)
- 1200 Micrograms (International collaboration)
- Zen Mechanics (Netherlands)
- Simon Patterson (United Kingdom)
- Tristan (United Kingdom)
- Rinkadink (South Africa)
- Blastoyz (Israel)
- Burn in Noise (Brazil)
- Waio (Brazil)
- Organic Waves (France)

## Labels et principales maisons de disques
Quelques maisons de disques indépendantes de musiques trance goa et psytrance, populaires sur la scène internationale :
- Dragonfly Records (Royaume-Uni)
- TIP Records (Royaume-Uni)
- Flying Rhino Records (Royaume-Uni)
- Platipus Records (Royaume-Uni)
- Blue Room Released (Royaume-Uni)
- Trust In Trance (Israël)
- Spirit Zone Recordings (Allemagne)
- Matsuri Productions (Japon et Royaume-Uni)
- Transient Records (Royaume-Uni)
- Krembo Records (Israël)
- Phonokol (Israël)
- WELVRAVE (Israël)
- Twisted Records (Royaume-Uni)
- HOM-Mega Productions (Israël)
- MDMA Records (Israël)
- Spiral Trax (Suède et Allemagne)
- YoYo Records (Israël)

## Culture
Pendant une courte période au milieu des années 1990, la trance-goa a eu un succès commercial significatif grâce au soutien de DJ comme Paul Oakenfold. À peine quelques artistes ont réussi à être des « stars » de goa et psy trance. Les deux plus remarquables sont Man With No Name et Juno Reactor qui avaient leur musique présentée dans beaucoup de films hollywoodiens comme Mortal Kombat, Matrix, et même Il était une fois au Mexique... Desperado 2.
En fait, la trance-goa reste une forme de musique underground et à part pour les artistes les plus populaires (Hallucinogen, Juno Reactor…), les albums de trance-goa ne sont généralement pas vendus chez les principaux disquaires.

## Festivals
- Boom Festival (Portugal)
- Eclipse Festival (Canada)
- Hadra Trance Festival (France)
- Hill Top Festival (Inde)
- Momento Demento (Croatie)
- O.Z.O.R.A. (Hongrie)
- Universo Paralello (Brésil)
- Zna Gathering (Portugal)

### Vidéographie
- Psychedelic Trance, music is my drug, documentaire de Martin Meissonier et Jean-Jacques Flori (1996, 52 min, Compagnie des Phares et Balises/Canal+). Lieux de tournage : Japon, Goa, Israël, Angleterre.
- Last Hippie Standing - Goa Trance Documentary, vidéo de Marcus Robbin. 2001.
- Mexicodelico, documentaire de Nacho Cox, 2008.
- Liquid Crystal Vision - Liquid Crystal Vision tisse une tapisserie multicolore de la danse, la transe, les arts mystiques, et de la science sur le métier numérique de la conscience cybernétique chamanique.